# Lukáš Kolouch
Lukáš Kolouch (* 10. April 1991) ist ein tschechischer Grasskiläufer. Der zweifache Juniorenweltmeister im Super-G ist Mitglied der tschechischen Grasski-Nationalmannschaft und startet seit 2006 im Weltcup.

## Karriere
Kolouch fuhr sein erstes FIS-Rennen am 10. Juni 2006. Eine Woche später kam er im Slalom von Rettenbach erstmals unter die besten zehn. Im Juli nahm er an der Juniorenweltmeisterschaft 2006 in Horní Lhota u Ostravy teil, wo er Platz 14 im Slalom und Rang 16 im Super-G und damit Platz zwölf in der Kombination belegte. Seinen ersten Start im Weltcup hatte der Tscheche am 19. August 2006 im Riesenslalom von České Petrovice, den er auf Rang 23 beendete. In der Gesamtwertung der Saison 2006 belegte er den 32. Platz. Bei der Juniorenweltmeisterschaft im August 2007 erreichte Kolouch Platz fünf in der Super-Kombination, Platz sechs im Slalom, Rang neun im Riesenslalom und Rang zwölf im Super-G. Einen Monat später nahm er auch an der Weltmeisterschaft 2007 in Olešnice v Orlických horách teil und erreichte als bestes Resultat den 17. Platz im Slalom. In allen anderen Bewerben fuhr er jeweils unter die schnellsten 30. Am Ende der Weltcupsaison 2007 fuhr der Tscheche mit Platz zehn in der Super-Kombination von Rettenbach, zeitgleich mit dem Österreicher Jakob Rest, erstmals unter die schnellsten zehn eines Weltcuprennens, womit er in der Gesamtwertung auf Rang 25 kam.
Insgesamt vier Top-10-Plätze gelangen Kolouch in der Weltcupsaison 2008, sein bestes Resultat war der fünfte Platz im Slalom von Čenkovice am 6. Juli. Damit erreichte er den siebenten Platz im Gesamtweltcup. Bei der Juniorenweltmeisterschaft 2008 kam er wie im Vorjahr auf Platz fünf in der Super-Kombination sowie jeweils auf Rang sechs im Riesenslalom und im Super-G. In der Saison 2009 fuhr Kolouch in sieben Weltcuprennen unter die schnellsten zehn. Mit seinem besten Saisonergebnis, dem vierten Platz im Slalom von Čenkovice, verfehlte er knapp seinen ersten Podiumsplatz. Im Gesamtklassement fiel er jedoch gegenüber dem Vorjahr um drei Plätze auf Rang zehn zurück. Bei der Juniorenweltmeisterschaft 2009 waren seine besten Resultate zwei achte Plätze im Slalom und im Super-G. Bei der Weltmeisterschaft 2009 in Rettenbach erreichte er in der Super-Kombination den achten Platz, im Slalom wurde er Elfter, im Super-G 13. und im Riesenslalom 17.
In der Saison 2010 fuhr Kolouch im Weltcup dreimal unter die schnellsten zehn; sein bestes Resultat war der fünfte Platz im Slalom von Sestriere. Im Gesamtweltcup belegte er diesmal den elften Platz. Konstant gute Leistungen gelangen ihm bei der Juniorenweltmeisterschaft 2010 in Dizin, als er in allen vier Wettbewerben auf dem Podest stand. Er wurde Juniorenweltmeister im Super-G, gewann die Silbermedaille in der Super-Kombination und jeweils Bronze im Slalom sowie im Riesenslalom. Im vierten Weltcuprennen der Saison 2011, dem Slalom in Předklášteří am 7. August, stand Kolouch als Dritter zum ersten Mal im Weltcup auf dem Siegerpodest. Im Gesamtweltcup erzielte er wie schon drei Jahre zuvor den siebten Rang. Bei der Juniorenweltmeisterschaft 2011 in Goldingen gewann er wie im Vorjahr die Goldmedaille im Super-G und zudem die Silbermedaille im Riesenslalom. Im Slalom schied er nach Halbzeitführung im zweiten Durchgang aus, womit er auch in der Kombination ohne Ergebnis blieb. Bei der zeitgleich ausgetragenen Weltmeisterschaft erreichte er Platz sechs in der Super-Kombination sowie Rang elf im Riesenslalom und Platz 13 im Super-G. Im Slalom lag er nach dem ersten Lauf an zweiter Stelle, wurde aber im zweiten Durchgang aufgrund eines Torfehlers disqualifiziert.
In der Saison 2012 fuhr Kolouch in acht von zwölf Weltcuprennen unter die besten zehn, womit er im Gesamtweltcup erneut den siebten Platz belegte. Als bestes Saisonresultat erzielte er gleich zu Beginn den fünften Platz im Slalom von Triest. Zudem entschied Kolouch 2012 zum ersten Mal die Gesamtwertung des Tschechien-Cups in der Herrenklasse für sich.

## Erfolge

### Weltmeisterschaften
- Olešnice v Orlických horách 2007: 17. Slalom, 25. Super-Kombination, 29. Riesenslalom, 30. Super-G
- Rettenbach 2009: 8. Super-Kombination, 11. Slalom, 13. Super-G, 17. Riesenslalom
- Goldingen 2011: 6. Super-Kombination, 11. Riesenslalom, 13. Super-G

### Juniorenweltmeisterschaften
- Horní Lhota u Ostravy 2006: 12. Kombination, 14. Slalom, 16. Super-G
- Welschnofen 2007: 5. Super-Kombination, 6. Slalom, 9. Riesenslalom, 12. Super-G
- Rieden 2008: 5. Super-Kombination, 6. Riesenslalom, 6. Super-G
- Horní Lhota u Ostravy 2009: 8. Slalom, 8. Super-G, 29. Super-Kombination
- Dizin 2010: 1. Super-G, 2. Super-Kombination, 3. Slalom, 3. Riesenslalom
- Goldingen 2011: 1. Super-G, 2. Riesenslalom

### Weltcup
- Saison 2008: 07. Gesamtrang
- Saison 2009: 10. Gesamtrang
- Saison 2010: 11. Gesamtrang
- Saison 2011: 07. Gesamtrang
- Saison 2012: 07. Gesamtrang
- Ein Podestplatz und weitere vier Platzierungen unter den besten fünf